# 理查德·尼科尔森
理查德·尼科尔森（英語：Richard Nicholson，1970年6月30日—），澳大利亚男子田径、力量举重运动员。他曾代表澳大利亚参加1996年、2000年、2004年、2008年和2012年夏季残疾人奥林匹克运动会，获得二枚银牌和一枚铜牌。